# Luis Mercader del Río
Luis Mercader del Río (Barcelona, 1923 - Pamplona, 22 de enero de 1998) fue un científico hispano-soviético en el campo de las telecomunicaciones y hermano de Ramón Mercader, asesino de León Trotski.

## Biografía
Nació en el seno de la adinerada familia del magnate ferroviario catalán Pablo Mercader Medina y creció en Francia con su madre cubana, Caridad del Río Hernández. En la década de 1920 residió en París.    
Tras el fin de la guerra civil española, se exilió en la Unión Soviética. En 1941, con la entrada de la URSS en la Segunda Guerra Mundial, aceptó la ciudadanía soviética con el nombre de Luis Pavlovich Mercader y sirvió en el Ejército Rojo. En 1943, tras ser licenciado del ejército soviético, ingresó en el Instituto de Ingeniería Eléctrica de Moscú, donde se graduó en 1948 y defendió su tesis doctoral en 1954.   
Desde 1965, Luis Mercader trabajó como profesor de sistemas de radiocomunicaciones en el Instituto Electrotécnico de Comunicaciones de Moscú y en equipos para el complejo militar-industrial. Diseñó los sistemas de radiocomunicación desde la Tierra a Marte y los sistemas de telecomunicación para la retransmisión de los Juegos Olímpicos de Moscú de 1980.
En 1978, regresó a España y obtuvo de nuevo la nacionalidad española. Trabajó como profesor en la Escuela Superior de Telecomunicaciones de la Universidad Politécnica de Madrid como jefe del departamento de comunicaciones hasta su jubilación en 1988. En 1997, Luis Mercader recibió el premio de investigación del Banco Bilbao Vizcaya por su carrera investigadora. En 1992 fue contratado por la Universidad Pública de Navarra, donde impartió clases magistrales hasta pocos meses antes de caer enfermo. 
Falleció en 1998 en Pamplona y fue enterrado en Moscú junto a su hermano Ramón.

## Obras
A lo largo de su carrera como docente, escribió numerosos libros para la divulgación en el campo de las telecomunicaciones:
- Sistemas de comunicación y líneas de retransmisión de radio (1977)
- Sistema de radioenlace para transmisión telefónica y de televisión (1979).[3]
- Apuntes de la asignatura "Radiocomunicación I" (1984).[4]
- Apuntes de la asignatura "Electrónica de comunicaciones" (1987).[5]
- Mi hermano mató a Trostky (2011).[6]

## Homenajes
La Universidad Pública de Navarra rindió homenaje al ingeniero poniendo su nombre al laboratorio de Antenas y Microondas del Departamento de Eléctrica y Electrónica el 21 de junio de 2011.